# 산 눌로역
산 눌로 (San Nullo) 역은 이탈리아 시칠리아 섬 카타니아의 카타니아 지하철에 속한 역이다.
2017년 3월 30일, 네시마-보르고 구간 개통식과 함께 역 개업식을 진행하였으며 일반 운행은 다음날부터 시작되었다. 역 상징색은 주황색이다.

## 위치
산 눌로 역은 동명의 지역에 위치해 있으며, 안토니오 메를리노 로, 세바스티아노 카타니아 로, 안토니오 우소디마레 대로가 만나는 지점에 자리해 있다. 총 네 개의 출구가 있으며 전부 안토니오 우소디마레 대로 쪽에 나 있다. 그 중 계단으로 된 출구는 두 개, 엘레베이터가 설치된 출구가 두 개이다. 역 주변은 대규모 주택가가 있다.

## 시설
이 역에는 다음과 같은 시설이 있다.
- 장애인용 엘리베이터
- 에스컬레이터
- 감시카메라
- 매표기

## 환승
역전의 교차로에는 ATM 소속 버스 정류장이 몇 곳 있다. 이외에도 카타니아 시가 산 눌로 역에 환승 주차장을 지어, 북부와 서부 교외에서 오는 승객들을 위해 주차 서비스를 시행할 에정이다.
- ATM 버스 정류장
  - 안토니오 메를리노 (Antonio Merlino) - 433번, 642번, 702번
  - 주세페 발로 (Giuseppe Ballo) - 433번, 642번, 702번
  - A.우소디마레 치르콜라리 (A.Usodimare circolari) - 628N번, 628R번, 702번